# Eye of the Witch
Eye of the Witch – singel duńskiego zespołu heavymetalowego King Diamond. Wydany przez Roadrunner Records w 1990 roku.

## Lista utworów
1. Eye of the Witch - 3:46
2. Behind These Walls - 3:44

## Twórcy
- King Diamond - śpiew
- Andy LaRocque - gitara
- Pete Blakk - gitara
- Hal Patino - gitara basowa
- Snowy Shaw - perkusja
- Roberto Falcao - instrumenty klawiszowe